# Powódź w Poznaniu (1698)
Powódź w Poznaniu w 1698 – powódź, która nawiedziła Poznań w Wielkanoc 1698.
Klęska nawiedziła Poznań w same święta wielkanocne. Woda w Warcie napłynęła gwałtownie znosząc praktycznie cały Most Chwaliszewski. Zalaniu uległy przedmieścia i miasto w murach. Konieczne było pływanie tratwami i łodziami po ulicach: Wielkiej, Woźniej i Wodnej, jak również po Starym Rynku. Na Rynku woda stała do górnego stopnia pręgierza. Wychodzenie z bud śledziowych możliwe było tylko przez okna i dachy. Z kościoła farnego powypływały trumny i zwłoki. Msze odprawiano tylko w położonym na wzgórzu kościele Franciszkanów, reszta była pozalewana. Zawalił się podmyty kościół dominikanów. Woda zrujnowała prawie wszystkie młyny na Warcie. Rzeka wezbrała do około 9-10 metrów. Powódź z 1698 uważa się za drugą, co do wielkości w dziejach miasta (największa miała miejsce w 1736).